# Црква Рођења Пресвете Богородице у Гумеришту
Црква Рођења Пресвете Богородице у Гумеришту, насељеном месту на територији града Врања, православни је храм који припада Епархији врањској Српске православне цркве.
Црква посвећена Рођењу Пресвете Богородице подигнута је 1905. године, на остацима старог манастира из доба Немањића. У непосредној близини цркве налази се и сеоско гробље.
Црква је реновирана у периоду од 2002. до 2003. године.